# Tứ kỵ sĩ Khải Huyền
(tiếng Anh: Four Horsemen of the Apocalypse) được miêu tả trong cuốn sách cuối cùng của Kinh Tân Ước, gọi là sách Khải Huyền của Jesus để lại cho thánh John Evangelist ở Chương 6:1-8. Chương này nhắc đến một quyển sách trong tay phải của Chúa được niêm phong bởi 7 dấu ấn. Con Chiên khai mở 4 trong số 7 phong ấn, triệu hồi bốn sinh linh cưỡi trên bốn con ngựa màu trắng, đỏ, đen và xanh xám (hoặc xanh lá cây ánh vàng). Mặc dù có nhiều dị bản khác nhau, nhưng 4 kị sĩ thường được miêu tả như là biểu tượng của dịch bệnh (Pandemus), chiến tranh (War), nạn đói (Famine) và cái chết (Death). Cái nhìn của Khải Huyền trong Cơ Đốc giáo tin rằng 4 người kị sĩ này sẽ mang đến sự khải huyền thiêng liêng cho cả thế giới giống như là sứ giả của sự phán quyết cuối cùng.

## Nội dung
Kinh Thánh Chương 6: Con Chiên mở ấn.
6:1 “Bấy giờ tôi thấy Chiên Con mở một trong bảy ấn, và tôi nghe một trong bốn Con Vật cất tiếng vang như sấm hô, ‘Hãy đến!’.”
6:2 “Kìa, tôi thấy một con ngựa trắng, và người cỡi ngựa mang cung. Người ấy được tặng một mão triều thiên và đi ra như người thắng trận, để chiến thắng.
6:3 “Khi Chiên Con mở ấn thứ hai, tôi nghe  Con Vật thứ hai hô, ‘Hãy đến!’.”
6:4 “Bấy giờ có một con ngựa khác, một con ngựa tía đi ra. Người cưỡi ngựa được ban cho quyền cất hòa bình khỏi đất, cầu cho người ta giết hại lẫn nhau, và người ấy được ban cho một thanh gươm lớn.”
6:5 “Khi Chiên Con mở ấn thứ ba, tôi nghe Con Vật thứ ba hô, ‘Hãy đến!’ Kìa, tôi thấy một con ngựa ô, và người cưỡi ngựa có một cái cân trong tay.”
6:6 “Tôi lại nghe như có tiếng nói từ giữa bốn Sinh Vật vang lên: "Một cân lúa mì, một quan tiền! Ba cân lúa mạch, một quan tiền! Còn dầu và rượu, thì chớ đụng đến! "
6:7 “Khi Chiên Con mở ấn thứ tư, tôi nghe tiếng của Con Vật thứ tư hô, ‘Hãy đến!’.”
6:8 “Kìa, tôi thấy một con ngựa xám, và người cưỡi ngựa có tên là Tử Thần, cũng có Âm Phủ đi theo sau. Chúng được ban cho quyền hành trên một phần tư Trái Đất, để giết hại người ta bằng gươm đao, nạn đói, ôn dịch, và thú dữ sống trên đất”.

## Phân tích

### Con ngựa trắng (bạch mã)
Đối với các cách sử dụng khác của thuật ngữ "Kỵ sĩ trắng", xem Kỵ sĩ trắng.
Kỵ sĩ đầu tiên, Conquest on the White Horse như được miêu tả trong Bamberg Apocalypse (1000–1020). "Sinh vật sống" đầu tiên (có quầng sáng) được nhìn thấy ở phía trên bên phải.
Rồi tôi thấy khi Chiên Con mở một trong bảy ấn, và tôi nghe một trong bốn sinh vật nói như sấm rằng: “Hãy đến”. Tôi nhìn xem, kìa, một con ngựa bạch, người cỡi ngựa có một cây cung; và một vương miện đã được trao cho anh ta, và anh ta đã đi chinh phục và chinh phục.
— Khải Huyền 6:1–2 New American Standard Bible
Đoạn văn trên là bản dịch tiếng Anh phổ biến của người cưỡi ngựa trắng (đôi khi được gọi là Người cưỡi ngựa trắng). Anh ta được cho là mang cung (tiếng Hy Lạp τόξο, toxo) và đội vương miện của người chiến thắng (tiếng Hy Lạp στέφανος, stephanos).
Chúa Kitô, Tin Mừng, hay Chúa Thánh Thần
Albrecht Dürer, Hiệp sĩ, Cái chết và Ác quỷ, 1513
Irenaeus, một nhà thần học Kitô giáo có ảnh hưởng của thế kỷ thứ 2, là một trong những người đầu tiên giải thích Người cưỡi ngựa này là chính Chúa Kitô, con ngựa trắng của ông tượng trưng cho sự truyền bá phúc âm thành công.[5] Kể từ đó, nhiều học giả đã ủng hộ quan điểm này,[11] trích dẫn sự xuất hiện sau này, trong Khải huyền 19, Chúa Kitô cưỡi trên một con ngựa trắng, xuất hiện dưới dạng Lời của Chúa. Hơn nữa, trước đó trong Tân Ước, Sách Mark chỉ ra rằng sự tiến bộ của phúc âm có thể xảy ra trước và báo trước ngày tận thế.[5][12] Màu trắng cũng có xu hướng tượng trưng cho sự công chính trong Kinh thánh, và trong một số trường hợp khác, Chúa Kitô được miêu tả là người chinh phục.[5][12]
Bên cạnh Chúa Kitô, Kỵ sĩ có thể đại diện cho Chúa Thánh Thần. Chúa Thánh Thần được hiểu là đã đến với các Tông đồ vào Lễ Ngũ Tuần sau khi Chúa Giêsu rời Trái đất. Sự xuất hiện của Sư tử trong Khải huyền 5 cho thấy Chúa Giê-su khải hoàn đến trên Thiên đàng, và Kỵ sĩ đầu tiên có thể tượng trưng cho việc Chúa Giê-su phái Đức Thánh Linh đến và sự tiến bộ của phúc âm của Chúa Giê-su Christ.[13]
kẻ phản chúa
Trong gần mười chín thế kỷ, những người theo đạo Cơ đốc nghĩ rằng kỵ sĩ đầu tiên là một nhân vật tích cực đại diện cho Chúa Kitô hoặc Tin Mừng. Tuy nhiên, một cách giải thích hoàn toàn khác về nhân vật này xuất hiện vào năm 1866,[14] khi C.F. Zimpel bảo vệ giả thuyết rằng kỵ sĩ đầu tiên là Antichrist (và chính xác hơn, theo ông ta, là Napoléon Bonaparte).[15] Phiên bản Antichrist sau đó đã tìm thấy những nhà vô địch ở Hoa Kỳ, chẳng hạn như R. F. Franklin vào năm 1898[16] và W. C. Stevens vào năm 1928.[17] Nó vẫn còn phổ biến trong giới truyền giáo ngày nay,[18] ví dụ như với Mục sư Billy Graham, người mà người cưỡi ngựa đại diện cho Antichrist hoặc các tiên tri giả nói chung.[19]
Khi đế chế La Mã thịnh vượng
Bốn kỵ sĩ, tranh của Julius Schnorr von Carolsfeld, 1860
Theo cách giải thích của Edward Bishop Elliott, Four Horsemen đại diện cho một lời tiên tri về lịch sử tiếp theo của Đế chế La Mã; màu trắng của con ngựa biểu thị sự chiến thắng, thịnh vượng và sức khỏe trong cơ quan chính trị La Mã. Trong 80 hoặc 90 năm tiếp theo, sau khi nhà tiên tri John bị trục xuất đến đảo Patmos và trải qua các triều đại kế tiếp của các hoàng đế Nerva, Trajan, Hadrian và hai Antonines (Antoninus Pius và Marcus Aurelius), một thời kỳ hoàng kim của sự thịnh vượng, liên minh, tự do dân sự và chính phủ tốt không vấy máu dân sự đã mở ra. Tác nhân của sự thịnh vượng này, được nhân cách hóa bởi người cưỡi bạch mã, là năm vị hoàng đế đội vương miện này, những người trị vì với uy quyền và quyền lực tuyệt đối dưới sự dẫn dắt của đức hạnh và trí tuệ, quân đội bị kiềm chế bởi bàn tay rắn chắc và dịu dàng của họ.[20 ]
Cách giải thích này chỉ ra rằng cây cung chủ yếu là vũ khí của cư dân trên đảo Crete chứ không phải của Đế chế La Mã nói chung. Người Crete nổi tiếng với kỹ năng bắn cung của họ. Ý nghĩa của việc người cưỡi ngựa trắng cầm cung chỉ ra nơi xuất phát của dòng dõi các hoàng đế cai trị trong thời gian này. Nhóm các hoàng đế này có thể được xếp cùng nhau dưới một người đứng đầu và cùng một gia đình có nguồn gốc từ đảo Crete.[21]
Theo cách giải thích này, giai đoạn này trong lịch sử La Mã, cả khi bắt đầu và kết thúc, đã minh họa cho vinh quang của đế chế khi các giới hạn của nó được mở rộng, mặc dù không phải là không có các cuộc chiến tranh không thường xuyên, những cuộc chiến luôn giành chiến thắng đồng đều ở các biên giới. Những chiến thắng của Hoàng đế Trajan, một Alexander của La Mã, đã thêm vào đế chế Dacia, Armenia, Lưỡng Hà và các tỉnh khác trong 20 năm đầu tiên của thời kỳ này, điều này đã khắc sâu ấn tượng trong tâm trí của những kẻ man rợ về sự bất khả chiến bại của Đế chế La Mã. Cuộc chiến tranh của người La Mã đã thắng lợi tiến vào lãnh thổ của kẻ xâm lược, và sự lật đổ hoàn toàn của những người đó đã kết thúc thành công cuộc chiến tranh Parthia. Sự chinh phục của người La Mã được thể hiện ngay cả trong những cuộc chiến tranh hùng mạnh nhất: Chiến tranh Marcomanni, một loạt chiến thắng dưới thời Antonine thứ hai, giáng xuống những kẻ man rợ người Đức, những kẻ bị lùa vào rừng và bị La Mã quy phục.[22]
Chiến tranh
Trong một số bài bình luận, Kỵ sĩ màu trắng tượng trưng cho chiến tranh, có thể được thực hiện một cách chính đáng trên cơ sở đạo đức, do đó có màu trắng. Kỵ sĩ màu đỏ (xem bên dưới) đặc biệt tượng trưng cho nội chiến.[23]
Bệnh truyền nhiễm
Theo một cách giải thích khác, Kỵ sĩ đầu tiên được gọi là Bệnh dịch và có liên quan đến bệnh truyền nhiễm và bệnh dịch hạch. Nó xuất hiện ít nhất là vào đầu năm 1906 trong Bách khoa toàn thư Do Thái.[24] Cách giải thích cụ thể này phổ biến trong văn hóa đại chúng đề cập đến Four Horsemen.[25]
Nguồn gốc của cách giải thích này là không rõ ràng. Một số bản dịch Kinh thánh đề cập đến "bệnh dịch" (ví dụ: Phiên bản quốc tế mới[26]) hoặc "dịch bệnh" (ví dụ: Phiên bản tiêu chuẩn đã sửa đổi[cần dẫn nguồn]) liên quan đến những kỵ sĩ trong đoạn văn sau phần giới thiệu về kỵ sĩ thứ tư; xem "Họ được trao quyền trên một phần tư Trái đất để giết bằng gươm, nạn đói, bệnh dịch và bởi những con thú hoang trên Trái đất." trong NASB.[27] Tuy nhiên, nguyên bản tiếng Hy Lạp không sử dụng từ "bệnh dịch" hay "dịch bệnh" ở đây, mà chỉ đơn giản là "cái chết" (θάνατος).[28] Việc sử dụng "dịch bệnh" có thể được rút ra từ các phần khác của Sách Khải Huyền và được đưa vào đây như một hình thức chết chóc khác. Ngoài ra, liệu đoạn văn này chỉ đề cập đến kỵ sĩ thứ tư hay cả bốn kỵ sĩ nói chung là một vấn đề tranh luận.[2]
Vicente Blasco Ibáñez, trong cuốn tiểu thuyết năm 1916 The Four Horsemen of the Apocalypse (được quay vào năm 1921 và 1962), cung cấp một ví dụ ban đầu về cách giải thích này, viết rằng, "Kỵ sĩ cưỡi ngựa trắng mặc trang phục sặc sỡ và man rợ... Trong khi con ngựa của anh ta tiếp tục phi nước đại, anh ta đang giương cung để gieo rắc dịch bệnh ra nước ngoài, sau lưng anh ta vung vẩy chiếc ống đựng tên bằng đồng chứa đầy những mũi tên tẩm độc, chứa mầm mống của mọi bệnh tật."[29]

### Con ngựa đỏ
Khi Ngài mở ấn thứ hai, tôi nghe sinh vật thứ hai nói: “Hãy đến”. Và một con khác, một con ngựa mình đỏ như lửa, đi ra ngoài; người ngồi trên nó được ban một thanh gươm lớn, hắn được phép lấy đi hòa bình từ Trái đất, khiến những người đàn ông sẽ giết lẫn nhau— Khải Huyền 6:3–4 NASB
Người cưỡi con ngựa thứ hai thường được coi là đại diện cho Chiến tranh[4] (anh ta thường được hình dung là đang cầm kiếm hướng lên như thể sẵn sàng chiến đấu[31]) hoặc tàn sát hàng loạt. Màu ngựa của anh ấy là màu đỏ (πυρρός, pyrrhos từ πῦρ, lửa), và trong một số bản dịch, màu đặc biệt là màu đỏ "bốc lửa". Màu đỏ, cũng như việc người cưỡi ngựa sở hữu một thanh đại kiếm (μάχαιρα, machaira), cho thấy máu sắp đổ.[5] Như đã thấy trong huy hiệu, thanh kiếm được kỵ sĩ thứ hai giơ lên có thể tượng trưng cho chiến tranh hoặc lời tuyên chiến. Trong biểu tượng quân sự, những thanh kiếm giơ lên, đặc biệt là những thanh kiếm bắt chéo giơ lên, biểu thị chiến tranh và bước vào trận chiến (ví dụ, xem các hình ảnh lịch sử và hiện đại và quốc huy của Joan of Arc).
Kỵ sĩ thứ hai đại diện cho nội chiến trái ngược với cuộc chiến chinh phạt mà Kỵ sĩ đầu tiên được cho là mang lại.[5][34] Các nhà bình luận khác đã gợi ý rằng nó cũng có thể đại diện cho cuộc đàn áp các Kitô hữu.[Là bộ phận đế chế
Cái chết trên con ngựa nhợt nhạt, Benjamin West, 1817
Theo cách giải thích của Edward Bishop Elliott về Four Horsemen như lời tiên tri mang tính biểu tượng về lịch sử của Đế chế La Mã, con dấu thứ hai được mở ra và quốc gia La Mã đã trải qua niềm vui, sự thịnh vượng và chiến thắng phải tuân theo con ngựa đỏ mô tả chiến tranh và đổ máu -Nội chiến. Hòa bình rời khỏi Trái đất La Mã, dẫn đến việc giết hại lẫn nhau khi các cuộc nổi dậy len lỏi và tràn ngập Đế quốc, bắt đầu ngay dưới triều đại của Hoàng đế Commodus.
Elliott chỉ ra rằng Commodus, người không có gì để ước muốn và có mọi thứ để tận hưởng, người con trai yêu quý của Marcus Aurelius, người đã lên ngôi mà không có đối thủ để loại bỏ cũng như không có kẻ thù để trừng phạt, đã trở thành nô lệ của những người hầu cận, những người dần dần làm hỏng tâm trí anh ta.

Elliott còn kể lại rằng, sau cái chết của Commodus, một thời kỳ hỗn loạn nhất kéo dài 92 năm đã diễn ra, trong thời gian đó 32 hoàng đế và 27 kẻ giả danh Đế chế đã ném nhau khỏi ngai vàng bằng cuộc nội chiến không ngừng. Thanh kiếm là một huy hiệu phổ quát tự nhiên, giữa những người La Mã, của nghề quân sự. Nhân vật khải huyền được trang bị một thanh kiếm vĩ đại cho thấy một quyền lực quá mức và việc sử dụng nó một cách bất thường. Những quân nhân cầm quyền, có thiên chức là chiến tranh và trang bị gươm giáo, đã thăng tiến và cũng đã gục ngã. Quân đội không bị gò bó, không còn chịu sự chi phối của Thượng viện, đã biến Đế chế thành một hệ thống chuyên chế quân sự thuần túy.

### Con ngựa đen
Khi Ngài mở ấn thứ ba, tôi nghe sinh vật thứ ba nói: “Hãy đến”. Tôi nhìn xem, kìa, một con ngựa đen; và người ngồi trên đó tay cầm một cái cân. Tôi nghe có tiếng như tiếng ở giữa bốn con sinh vật nói rằng: Một đấu lúa mì giá một quan tiền, ba đấu lúa mạch giá một quan tiền; còn dầu và rượu thì chớ đụng đến.— Khải Huyền 6:5–6 NASB
Kỵ sĩ thứ ba cưỡi một con ngựa đen và thường được hiểu là Nạn đói, vì Kỵ sĩ mang một cặp cân hoặc cân (tiếng Hy Lạp ζυγὸν, zygon), cho biết cách cân bánh mì trong nạn đói.[5][5] 34] Các tác giả khác giải thích Kỵ sĩ thứ ba là "Chúa với tư cách là Người ban hành luật", nắm giữ Cán cân Công lý.[40] Trong đoạn văn, người ta đọc rằng giá ngũ cốc được chỉ định cao gấp khoảng mười lần bình thường (do đó, cách giải thích về nạn đói trở nên phổ biến), với tiền lương cả ngày (một đồng denarius) chỉ mua đủ lúa mì cho một người (một choenix, khoảng 1,1 lít) , hoặc đủ lúa mạch ít dinh dưỡng hơn cho ba người, khiến người lao động phải vật lộn để nuôi sống gia đình họ.[5] Trong các sách Phúc âm, đồng denarius nhiều lần được nhắc đến như một đơn vị tiền tệ; chẳng hạn, đồng đơ-ni-ê là tiền công của một người lính trong một ngày, và công lao động của một công nhân thời vụ trong việc thu hoạch nho cũng được định giá bằng một đơ-ni-ê (Ma-thi-ơ 20:2). Vì vậy, có lẽ một thực tế là khi Ngày tận thế đến gần, thực phẩm cần thiết nhất sẽ tăng giá rất nhiều và tiền lương kiếm được mỗi ngày sẽ chỉ đủ cho mức sinh hoạt tối thiểu trong cùng một ngày và không hơn không kém.
Trong số Four Horsemen, con ngựa đen và người cưỡi nó là những con duy nhất có ngoại hình đi kèm với tiếng kêu. John nghe thấy một giọng nói, không xác định được nhưng đến từ bốn sinh vật sống, nói về giá cả của lúa mì và lúa mạch, nói rằng, "và đừng làm tổn thương dầu và rượu". Điều này cho thấy rằng nạn đói của con ngựa đen là để đẩy giá ngũ cốc lên cao nhưng không ảnh hưởng đến nguồn cung cấp dầu và rượu (mặc dù ngoài tầm với của người lao động bình thường). Một lời giải thích là các loại cây ngũ cốc sẽ dễ bị ảnh hưởng bởi những năm đói kém hoặc dịch châu chấu hơn so với cây ô liu và cây nho, những loại cây này có rễ sâu hơn.
Tuyên bố cũng có thể gợi ý rằng những thứ xa xỉ vẫn tiếp tục dồi dào cho những người giàu có, trong khi những mặt hàng thiết yếu, chẳng hạn như bánh mì, lại khan hiếm, mặc dù không hoàn toàn cạn kiệt;[34] sự khan hiếm có chọn lọc như vậy có thể là kết quả của sự bất công và việc cố ý sản xuất những loại cây trồng xa xỉ cho những người giàu có hơn ngũ cốc, như đã xảy ra trong thời gian Sách Khải Huyền được viết ra. Ngoài ra, việc bảo quản dầu và rượu có thể tượng trưng cho việc bảo tồn các tín hữu Kitô giáo, những người sử dụng dầu và rượu trong các bí tích của họ
Là sự áp bức của đế quốc
Theo cách giải thích của Edward Bishop Elliott, thông qua con dấu thứ ba này, con ngựa đen được giải phóng, tượng trưng cho sự đau khổ và tang tóc trầm trọng hơn. Cán cân trong tay người cầm lái không liên quan đến việc một người đàn ông cân bánh mì cho gia đình mà liên quan đến việc mua bán ngô và các loại ngũ cốc khác. Trong thời gian sứ đồ Giăng bị lưu đày ở Bát-mô, chiếc cân thường là biểu tượng của công lý vì nó được dùng để cân các loại ngũ cốc với một mức giá đã định. Cán cân công lý nằm trong tay người cưỡi ngựa đen biểu thị sự trầm trọng của tội ác trước đó, với màu đỏ nhuốm máu của khía cạnh La Mã biến thành màu đen tối hơn của đau khổ. Người cưỡi ngựa đen được hướng dẫn không được làm hại dầu và rượu, điều này có nghĩa là sự khan hiếm này không nên rơi vào những thứ dư thừa, chẳng hạn như dầu và rượu, những thứ mà con người có thể sống mà không cần đến, mà là do nhu cầu thiết yếu của cuộc sống - bánh mì.
Cách giải thích này cũng vay mượn từ cuốn Lịch sử suy tàn và sụp đổ của Đế chế La Mã của Edward Gibbon, trong đó tuyên bố rằng Đế chế La Mã phải gánh chịu hậu quả của việc đánh thuế quá mức đối với công dân của mình, đặc biệt là dưới thời trị vì của Hoàng đế Caracalla, người mà lịch sử chủ yếu ghi nhớ như một bạo chúa độc ác và là một trong những hoàng đế tồi tệ nhất của La Mã. Do nhu cầu thỏa mãn lòng tham và lối sống thái quá mà Caracalla đã kích động trong quân đội, các loại thuế cũ cũng như mới đồng thời được áp dụng ở các tỉnh. Thuế đất đai, thuế dịch vụ và các khoản đóng góp lớn về ngô, rượu, dầu và thịt được yêu cầu từ các tỉnh cho triều đình, quân đội và sử dụng vốn.
Theo Gibbon, điều này càng trở nên trầm trọng hơn khi Hoàng đế Maximin lên nắm quyền, người đã "tấn công tài sản công trong thời gian dài." Mọi thành phố của đế chế đều được định sẵn để mua ngô cho nhiều người, cũng như cung cấp chi phí cho các trò chơi. Dưới quyền của Hoàng đế, toàn bộ khối tài sản bị tịch thu để sử dụng cho kho bạc Hoàng gia—các ngôi đền "bị tước bỏ những lễ vật quý giá nhất bằng vàng, bạc [và các bức tượng] được nấu chảy và đúc thành tiền."[44]

### Con ngựa sắc tái xanh
Khi Chiên Con mở ấn thứ tư, tôi nghe tiếng sinh vật thứ tư nói: “Hãy đến”. Tôi nhìn, và kìa, một con ngựa nhợt nhạt; và người ngồi trên nó có tên là Thần chết; theo sau bởi âm phủ. Quyền lực đã được trao cho họ trên một phần tư Trái đất, để giết chóc bằng gươm và nạn đói, dịch bệnh và bởi những con thú hoang dã trên Trái đất.— Khải huyền 6:7–8 (Kinh thánh tiêu chuẩn Mỹ mới)
Kỵ sĩ thứ tư và cũng là người duy nhất được đặt tên, là Tử thần (Death). Được biết đến với cái tên Θάνατος (Thanatos), trong số tất cả các kĩ sĩ, anh ấy là người duy nhất được chính văn bản đặt tên rõ ràng. Không giống như ba người còn lại, anh ta không được mô tả là mang theo vũ khí hay đồ vật nào khác, thay vào đó, anh ta được theo sau bởi Hades (nơi an nghỉ của người chết). Tuy nhiên, các hình minh họa thường mô tả anh ta mang theo một cái hái, thanh kiếm, [47] hoặc một nông cụ khác.
Màu của ngựa Thần chết được viết là khlōros (χλωρός) trong nguyên bản tiếng Hy Lạp Koine,[48] có thể có nghĩa là xanh lục/vàng lục hoặc nhợt nhạt/xanh xao.[49] Màu sắc thường được dịch là "nhợt nhạt", mặc dù "màu tro", "xanh nhạt" và "xanh lục hơi vàng" là những cách giải thích khác (từ tiếng Hy Lạp là từ gốc của "diệp lục" và "clo"). Dựa trên cách sử dụng từ này trong y văn Hy Lạp cổ đại, một số học giả cho rằng màu sắc phản ánh vẻ xanh xao ốm yếu của xác chết.[5][50] Trong một số mô tả nghệ thuật hiện đại, con ngựa có màu xanh rõ rệt.
Câu thơ bắt đầu bằng "họ được ban cho quyền lực trên một phần tư Trái đất" thường được coi là đề cập đến Thần chết và Âm phủ, mặc dù một số nhà bình luận cho rằng nó áp dụng cho cả bốn kỵ sĩ.
Phá hủy một đế chế
Xem thêm: Khủng hoảng thế kỷ thứ ba
Four Horsemen of the Apocalypse (của Arnaldo dell'Ira, dự án khảm kiểu tân La Mã, 1939–1940.
Con ngựa nhợt nhạt thứ tư này là hiện thân của Thần chết, với Hades đi theo sau, hàm há ra và tiếp nhận những nạn nhân bị Thần chết giết. Nhiệm vụ của Thần chết là giết người trên Trái đất La Mã bằng cả bốn bản án của Chúa—bằng gươm giáo, nạn đói, dịch bệnh và thú dữ. Vẻ ngoài nhợt nhạt và nhợt nhạt chết chóc thể hiện một triệu chứng màu sắc sắp giải thể đế chế. Theo Edward Bishop Elliott, một kỷ nguyên trong lịch sử La Mã bắt đầu trong khoảng 15 năm sau cái chết của Severus Alexander (năm 235 sau Công nguyên)[55] đánh dấu mạnh mẽ mọi điểm của biểu tượng khủng khiếp này.
Edward Gibbon nói về một khoảng thời gian từ lễ kỷ niệm các trò chơi thế tục vĩ đại của Hoàng đế Philip cho đến cái chết của Gallienus (năm 268 sau Công nguyên)[57] như 20 năm xấu hổ và bất hạnh, hỗn loạn và tai họa, như một thời điểm mà đế chế đổ nát đã đến gần thời điểm cuối cùng và nguy hiểm của sự tan rã của nó. Mọi khoảnh khắc thời gian ở mọi tỉnh của thế giới La Mã đều bị ảnh hưởng bởi bạo chúa quân sự và những kẻ xâm lược man rợ—thanh kiếm từ bên trong và bên ngoài.
Theo Elliott, nạn đói, hậu quả không thể tránh khỏi của sự tàn sát và áp bức, đã phá hủy vụ mùa hiện tại cũng như hy vọng về những vụ mùa trong tương lai, tạo ra môi trường cho dịch bệnh, ảnh hưởng của thực phẩm ít ỏi và không lành mạnh. Bệnh dịch dữ dội đó (Dịch hạch Cyprian), hoành hành từ năm 250 đến năm 265, tiếp tục không ngừng ở mọi tỉnh, thành phố và hầu hết mọi gia đình trong đế chế. Trong một khoảng thời gian này, 5000 người chết hàng ngày ở Rome; và nhiều thị trấn đã thoát khỏi sự tấn công của những kẻ man rợ đã hoàn toàn mất dân số.
Vào cuối những năm 260, sức mạnh của Aurelian đã nghiền nát những kẻ thù của La Mã, nhưng sau khi ông bị ám sát, một số trong số chúng đã hồi sinh.[61] Trong khi người Goth đã bị tiêu diệt trong gần một thế kỷ và Đế chế thống nhất, thì người Ba Tư Sassanid vẫn chưa bị khuất phục ở phía Đông và trong năm sau đó, các chủ nhà của người Alani ở Trung Á đã lan rộng khắp Pontus, Cappadocia, Cilicia và Galatia, khắc sâu lộ trình của họ bằng cách ngọn lửa của các thành phố và làng mạc mà họ cướp bóc.
Đối với những con thú hoang dã trên Trái đất, theo Elliott, quy luật tự nhiên nổi tiếng là chúng nhanh chóng chiếm lĩnh những cảnh hoang tàn và giảm dân số — nơi mà triều đại của con người thất bại và triều đại của loài thú bắt đầu. Sau triều đại của Gallienus và 20 hoặc 30 năm đã trôi qua, số lượng động vật sinh sôi nảy nở ở các vùng của đế chế đến mức họ biến nó thành 'ác quỷ khóc'.
Một điểm đáng chú ý về sự khác biệt rõ ràng giữa lời tiên tri và lịch sử dường như chỉ giới hạn rõ ràng ở phần thứ tư của Trái đất La Mã, nhưng trong lịch sử của thời kỳ này, sự tàn phá của con ngựa xanh bao trùm tất cả. Lời tiên tri về con dấu thứ tư dường như đánh dấu đỉnh điểm ác độc của những điều xấu xa của hai con dấu trước đó, mà không có giới hạn nào được đính kèm. Chuyển sang cách đọc bằng tiếng Latin Vulgate của Jerome có nội dung "trên bốn phần của Trái đất", nó yêu cầu đế chế La Mã phải có một số kiểu chia cắt. Phân chia từ trung tâm hoặc thứ tư của Ý, ba bộ phận lớn của Đế chế tách thành Tây, Đông và Illyricum dưới quyền của Posthumus, Aureolus, một Zenobia tương ứng—sự phân chia mà sau đó đã được hợp pháp hóa bởi Diocletian.

Diocletian đã chấm dứt thời kỳ hỗn loạn kéo dài này, nhưng các cuộc nội chiến và xâm lược liên tiếp gây ra nhiều đau khổ, hỗn loạn và tội ác, khiến đế chế rơi vào tình trạng suy thoái đạo đức và không bao giờ phục hồi được. Sau khi bệnh dịch lắng xuống, đế chế phải chịu đựng tình trạng suy thoái chung, và tình trạng của nó rất giống với tình trạng xảy ra sau Cái chết đen của thời Trung cổ. Tài năng và nghệ thuật đã tuyệt chủng tương ứng với sự tàn lụi của thế giới.

## Liên hệ

### Kitô giáo
Trước cuộc Cải cách và bản khắc gỗ của Albrecht Dürer, các bài bình luận thông thường và có ảnh hưởng hơn về Sách Khải huyền cho rằng chỉ có một kỵ sĩ cưỡi bốn con ngựa này, chính là Chúa Kitô. Một số ánh sáng thời trung cổ cũng vậy, và sau đó là một số nhà bình luận hiện đại: Oecumenius, một nhà chú giải Hy Lạp viết vào thế kỷ thứ sáu, Berengaudus một tu sĩ dòng Biển Đức người Pháp ở Tu viện Ferrières cùng thời, Luis del Alcázar một tu sĩ Dòng Tên Tây Ban Nha năm 1612, Benito Arias Montano , một nhà Đông phương học Tây Ban Nha, năm 1622, Jacques de Bordes, một capuchin người Pháp năm 1639, Emanuel Thụy Điển, nhà thần học Thụy Điển năm 1766

### Những lời tiên tri
Một số Cơ đốc nhân giải thích các Kỵ sĩ như một lời tiên tri về một Đại nạn trong tương lai, trong thời gian đó nhiều người trên Trái đất sẽ chết do hậu quả của nhiều thảm họa. Four Horsemen là phần đầu tiên trong một loạt các bản án "Seal". Đây là lúc Chúa sẽ phán xét Trái đất và cho loài người cơ hội ăn năn trước khi chết. Một Trái đất tươi đẹp mới được tạo ra cho tất cả những người trung thành với Ngài và chấp nhận Ngài là Đấng Cứu Rỗi của họ.[cần dẫn nguồn]
John Walvoord, một người theo chủ nghĩa tiền thiên niên kỷ, tin rằng các Ấn sẽ được mở ra trong Thời kỳ Đại nạn và trùng hợp với sự xuất hiện của Kẻ chống Chúa với tư cách là kỵ sĩ đầu tiên, một cuộc chiến tranh toàn cầu với tư cách là kỵ sĩ thứ hai, sự sụp đổ kinh tế với tư cách là kỵ sĩ thứ ba, và cái chết chung trong số một phần tư dân số Thế giới với tư cách là kỵ sĩ thứ tư; theo sau là chế độ độc tài toàn cầu dưới thời Antichrist và phần còn lại của các bệnh dịch

### Liên hệ lịch sử
Theo E.B. Elliott, con dấu đầu tiên, như thiên thần đã tiết lộ cho John, là để biểu thị điều gì sẽ xảy ra ngay sau khi John nhìn thấy những khải tượng ở Patmos, và rằng các con dấu thứ hai, thứ ba và thứ tư theo cách tương tự sẽ có ngày bắt đầu mỗi năm. trình tự thời gian theo dấu liền trước. Chủ đề chung của nó là sự suy tàn và sụp đổ, sau một thời kỳ thịnh vượng trước đó, của Đế chế La Mã ngoại đạo. Bốn con dấu đầu tiên của Khải huyền, được đại diện bởi bốn con ngựa và kỵ sĩ, được cố định cho các sự kiện hoặc thay đổi trong Trái đất La Mã.

### Giải thích tiền đề
Một số học giả hiện đại giải thích sách Khải Huyền theo quan điểm của người theo chủ nghĩa tiên tri, lập luận rằng lời tiên tri và hình ảnh của nó chỉ áp dụng cho các sự kiện trong thế kỷ thứ nhất của lịch sử Cơ đốc giáo.[34] Trong trường phái tư tưởng này, Conquest, người cưỡi ngựa trắng, đôi khi được xác định là biểu tượng của lực lượng Parthia: Conquest mang theo một cây cung, và Đế chế Parthia vào thời điểm đó được biết đến với những chiến binh cưỡi ngựa và kỹ năng sử dụng cung tên của họ.[ 5][34] Người Parthia cũng đặc biệt gắn bó với ngựa trắng.[5] Một số học giả đặc biệt chỉ ra Vologases I, một shah Parthia đã đụng độ với Đế chế La Mã và giành chiến thắng trong một trận chiến quan trọng vào năm 62 sau Công nguyên.[5][34]
Bối cảnh lịch sử của Khải huyền cũng có thể ảnh hưởng đến việc miêu tả con ngựa đen và người cưỡi nó, Nạn đói. Vào năm 92 sau Công nguyên, hoàng đế La Mã Domitian đã cố gắng hạn chế sự phát triển quá mức của cây nho và thay vào đó khuyến khích trồng ngũ cốc, nhưng đã có phản ứng dữ dội của quần chúng chống lại nỗ lực này và nó đã bị hủy bỏ. Nhiệm vụ của Nạn đói là làm cho lúa mì và lúa mạch trở nên khan hiếm nhưng "không làm hại dầu và rượu" có thể là một sự ám chỉ đến tình tiết này.[34][50] Con ngựa đỏ và người cưỡi nó, những người lấy đi hòa bình từ Trái đất, có thể đại diện cho mức độ phổ biến của xung đột dân sự vào thời điểm Sách Khải Huyền được viết ra; xung đột giữa các giai đoạn diễn ra tràn lan trong Đế chế La Mã trong và ngay trước thế kỷ thứ nhất sau Công nguyên

## Bản dịch Việt ngữ
- Sách Khải Huyền - Kinh Thánh Tân Ước Công giáo.